# Deschampsia setacea
Deschampsia setacea es una especie de planta herbácea de la familia Poaceae. Se encuentra en Europa Atlántica.

## Descripción
Esta especie, característica de la Europa Atlántica, se limita en España a cuatro poblaciones, aisladas entre sí e inestables debido al riesgo de pérdida de su hábitat. Se encuentran en Cantabria, La Coruña y Lugo donde habita en ambientes muy húmedos, sometidos a inundaciones periódicas: brezales y otras comunidades higróﬁlas, junto a charcas y lagunas.

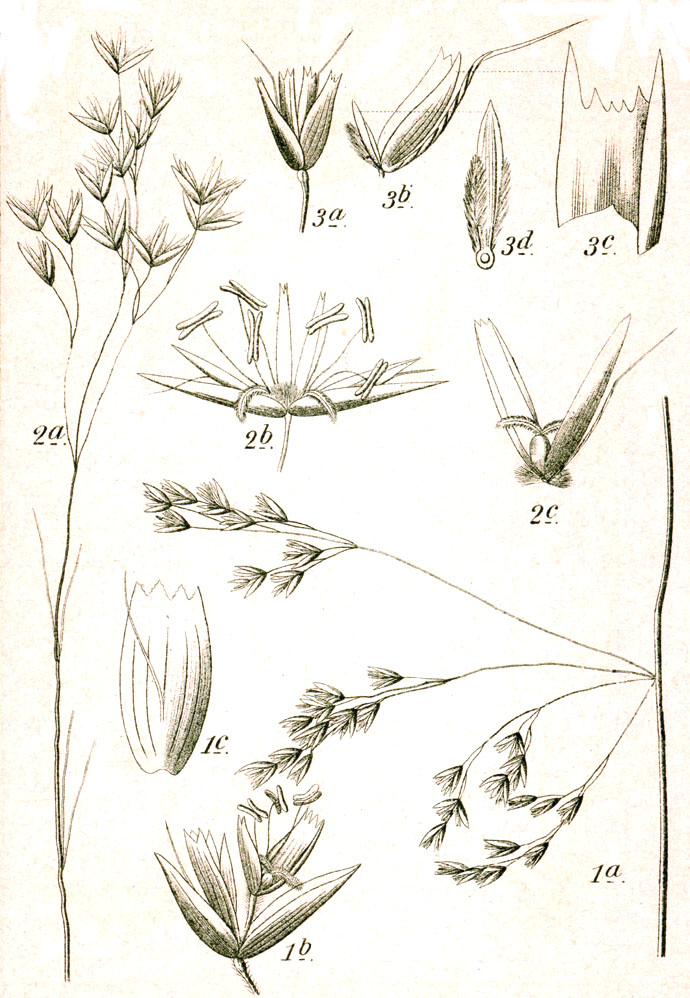
Ilustración

## Taxonomía
Deschampsia setacea fue descrita por (Huds.) Hack. y publicado en Catalogue Raisonné des Graminées de Portugal 33. 1880.
Etimología
Deschampsia: nombre genérico otorgado en honor del botánico francés Louis Auguste Deschamps.
setacea: epíteto latino que significa "con cerdas".
Sinonimia
- Aira caespitosa var. uliginosa (Weihe & Boenn.) Alef.
- Aira discolor Thuill.
- Aira flexuosa f. discolor (Thuill.) Mutel
- Aira flexuosa var. uliginosa (Weihe & Boenn.)
- Aira montana var. setacea (Huds.) Huds.
- Aira scabrosetacea Knapp
- Aira setacea Huds.
- Aira uliginosa Weihe ex Boenn.
- Avena discolor (Thuill.) Lej. & Courtois
- Avenella uliginosa (Weihe ex Boenn.) Parl.
- Deschampsia discolor (Thuill.) Roem. & Schult.
- Deschampsia thuillieri Godr.
- Deschampsia uliginosa (Weihe ex Boenn.) Scheele
- Lerchenfeldia uliginosa (Weihe & Boenn.) Schur[4]